# Veronika Oupicová
Veronika Oupicová (* 11. února 1992 Karviná) je česká reprezentantka v sedmičkovém a patnáctkovém ragby. 
V roce 2023 vybojovala s českou reprezentací Ragby VII třetí místo na Evropských hrách v Krakově.